# Луций Элий Ламия Плавтий Элиан
Лу́ций Э́лий Ламия́ Пла́втий Элиа́н (лат. Lucius Aelius Lamia Plautius Aelianus; казнён между 81 и 96 годами, Рим, Римская империя) — римский политический деятель времён правления императора Тита, консул-суффект 80 года. Казнён по доносительству в правление Домициана, «отбившего» в своё время супругу Ламии.

## Биография
Предположительно, отцом Луция Элия был консул-суффект 45 и 74 годов Тиберий Плавтий Сильван Элиан. О гражданской карьере Элиана известно только лишь то, что в 80 году он занимал должность консула-суффекта. Он был женат в первом браке на Домиции Лонгине, дочери известного полководца Гнея Домиция Корбулона. В их браке родилась дочь Плавтия, сыном которой являлся консул 116 года Луций Фунданий Ламия Элиан. Однако, около 70 года младший сын императора Веспасиана Домициан, влюблённый в Домицию, убедил Элиана развестись с ней, чтобы позднее самому жениться на Лонгине. Вторым браком Элиан сочетался с некоей Фабией Барбарой: в этом союзе также родилась дочь, Плавтия. Её сыном был Луций Элий Цезарь.
Известно, что во времена правления Домициана Элиан был казнён
«за давние и безобидные шутки, хотя и двусмысленные: когда Домициан увёл его жену, Ламия сказал человеку, похвалившему его голос: „Это из-за воздержания!“, а когда Тит советовал ему жениться вторично, он спросил: „Ты тоже ищешь жену?“»